# Марк Росций Целий
Марк Росций Целий (на латински: Marcus Roscius Coelius; Caelius) e сенатор на Римската империя през 1 век.
Произлиза от фамилията Целии. От 69 г. е легат на XX Победоносен Валериев легион в Британия. През март и април 81 г. той е суфектконсул заедно с Гай Юлий Ювеналис.
Вероятно е баща на Луций Росций Елиан Меций Целер (суфектконсул 100 г.) и на Марк Меций Целер (суфектконсул 101 г.).